# CL-603
La  CL-603  es una carretera autonómica perteneciente a la Red Básica de la Junta de Castilla y León que transcurre entre la autovía  A-601  (Segovia-Valladolid) en el término municipal de Valseca y la carretera  N-1  cerca de Aranda de Duero, comunicando esta última localidad con Segovia.
En sus 92,1 km, pasa por (o cerca de): Encinillas, Pinillos de Polendos, Escobar de Polendos, Villovela de Pirón, Turégano, Veganzones, Cabezuela, Cantalejo, Fuenterrebollo, Navalilla, San Miguel de Bernuy, Tejares, Moradillo de Roa, Torregalindo y Campillo de Aranda.
Durante todo su recorrido consta de una sola calzada, con un carril para cada sentido de circulación.
Aunque la carretera no acaba en Segovia, sino en la  A-601 , suele dársele ese nombre, ya que desde la autovía, unos 2 km hacia el sur, la  CL-607  (antigua  SG-P-3121 ) ofrece una continuación de la  CL-603  hasta esta ciudad.

Anteriormente era conocida con el nombre de  C-603 , por lo que puede aparecer así todavía en algunas señales.

## Salidas
| Número de Salida     | Nombre de Salida                                                | Carretera que enlaza          |
| -------------------- | --------------------------------------------------------------- | ----------------------------- |
| 0                    | Valladolid Segovia - Valseca Encinillas Turégano - Cantalejo    | A-601 - SG-V-3122 CL-603      |
| 1                    | Pinillos de Polendos Cantimpalos                                | SG-V-2221 SG-V-2115           |
| 2                    | Escobar de Polendos                                             | SG-V-2224                     |
| 3                    | El Parral - Peñarrubias Escobar de Polendos                     | SG-V-2224                     |
| 4                    | Villovela de Pirón                                              |                               |
| 5                    | Escalona del Prado - Aguilafuente                               | SG-V-2213                     |
| 6                    | Otones de Benjumea                                              | SG-V-2223                     |
| TURÉGANO             |                                                                 |                               |
| 7                    | Torreiglesias - Torrecaballeros                                 | SG-P-2222                     |
| 8                    | Aguilafuente                                                    | SG-222                        |
| 9                    | Caballar                                                        | SG-V-2363                     |
| 10                   | El Guijar                                                       | SG-V-2361                     |
| TURÉGANO             |                                                                 |                               |
| VEGANZONES           |                                                                 |                               |
| VEGANZONES           |                                                                 |                               |
|                      | Cabezuela - Cantalejo Sepúlveda Muñoveros                       | CL-603 A-1 - SG-222 SG-V-2317 |
| CABEZUELA            |                                                                 |                               |
| CABEZUELA            |                                                                 |                               |
| CANTALEJO            |                                                                 |                               |
|                      | Valladolid - Cuéllar Madrid - Sepúlveda - Hoces del Río Duratón | SG-205 A-1 - SG-205           |
| CANTALEJO            |                                                                 |                               |
| FUENTERREBOLLO       |                                                                 |                               |
| 13                   | Sebúlcor                                                        | SG-V-2324                     |
| FUENTERREBOLLO       |                                                                 |                               |
| NAVALILLA            |                                                                 |                               |
| 14                   | Burgomillodo - Carrascal del Río                                | SG-V-2324                     |
| NAVALILLA            |                                                                 |                               |
| 15                   | Fuentidueña - Sacramenia Fuente El Olmo                         | SG-V-2425 SG-V-2126           |
| SAN MIGUEL DE BERNUY |                                                                 |                               |
| 16                   | Cobos de Fuentidueña - Carrascal del Río                        | SG-V-2411                     |
| SAN MIGUEL DE BERNUY |                                                                 |                               |
| 17                   | Tejares                                                         |                               |
| 18                   | Fuentesoto - Valtiendas                                         |                               |
|                      | Sacramenia - Peñafiel Sepúlveda                                 | BU-200                        |
| 20                   | Valtiendas                                                      |                               |
| 21                   | Torreadrada                                                     |                               |
|                      | La Sequera de Haza - Fuentecén Fuentenebro - Pardilla           | BU-203 BU-202                 |
| MORADILLO DE ROA     |                                                                 |                               |
| MORADILLO DE ROA     |                                                                 |                               |
| 23                   | Torregalindo                                                    |                               |
| CAMPILLO DE ARANDA   |                                                                 |                               |
|                      | Adrada de Haza Fuentelcésped                                    | BU-200                        |
| CAMPILLO DE ARANDA   |                                                                 |                               |
|                      | Aranda de Duero Centro Ciudad - Burgos Madrid                   | N-1                           |